# صياد السمك جاوي
صياد السمك الجاوي (الاسم العلمي: Halcyon cyanoventris)، طائر من فصيلة الرفرافيات. إنهُ متوطن في إندونيسيا.
موئله الطبيعي غابات الأيكة الساحلية الاستوائية أو شبه الاستوائية.